# Натальевка (Липецкая область)
Ната́льевка — деревня в Воловском районе Липецкой области России. Входит в состав Захаровского сельсовета.

## География
Деревня находится в юго-западной части Липецкой области, в лесостепной зоне, в пределах восточных отрогов Среднерусской возвышенности, на правом берегу реки Дубовец (приток реки Олым), на расстоянии примерно 12 км (по прямой) к северо-востоку от села Волово, административного центра района. Абсолютная высота — 150 м над уровнем моря.
Климат умеренно континентальный с теплым летом и умеренно морозной зимой.
Часовой пояс
Деревня Натальевка, как и вся Липецкая область, находится в часовой зоне МСК (московское время). Смещение применяемого времени относительно UTC составляет +3:00.

## Население
| 2010 | 2012 |
| ---- | ---- |
| 76   | ↗85  |

Гендерный состав
По данным Всероссийской переписи населения 2010 года в гендерной структуре населения мужчины составляли 39,5 %, женщины — соответственно 60,5 %.
Национальный состав
Согласно результатам переписи 2002 года, в национальной структуре населения русские составляли 90 % из 115 чел.

## Улицы
Уличная сеть деревни состоит из одной улицы (ул. Заречная).